# Salvador Santana
Salvador Santana (nacido el 22 de mayo de 1983) es un músico y compositor estadounidense, reconocido por ser el hijo del famoso guitarrista mexicano Carlos Santana y de la autora y activista Deborah Santana. Su abuelo materno, Saunders King, es un icono del blues estadounidense, y su abuelo paterno, José Santana, fue un reconocido violinista y mariachi.
Santana empezó a tocar los teclados a la edad de cinco años, instruido por Marcia Miget. Luego estudió música en la Escuela de Artes de San Francisco. En 1999 colaboró con su padre en la composición de la canción ganadora de un premio Grammy "El Farol", perteneciente al premiado álbum Supernatural.